# Cranberry Corners
Cranberry Corners az Amerikai Egyesült Államok északnyugati részén, Oregon állam Coos megyéjében elhelyezkedő{ önkormányzat nélküli település.